# Empire colonial courlandais

La Courlande et ses colonies.

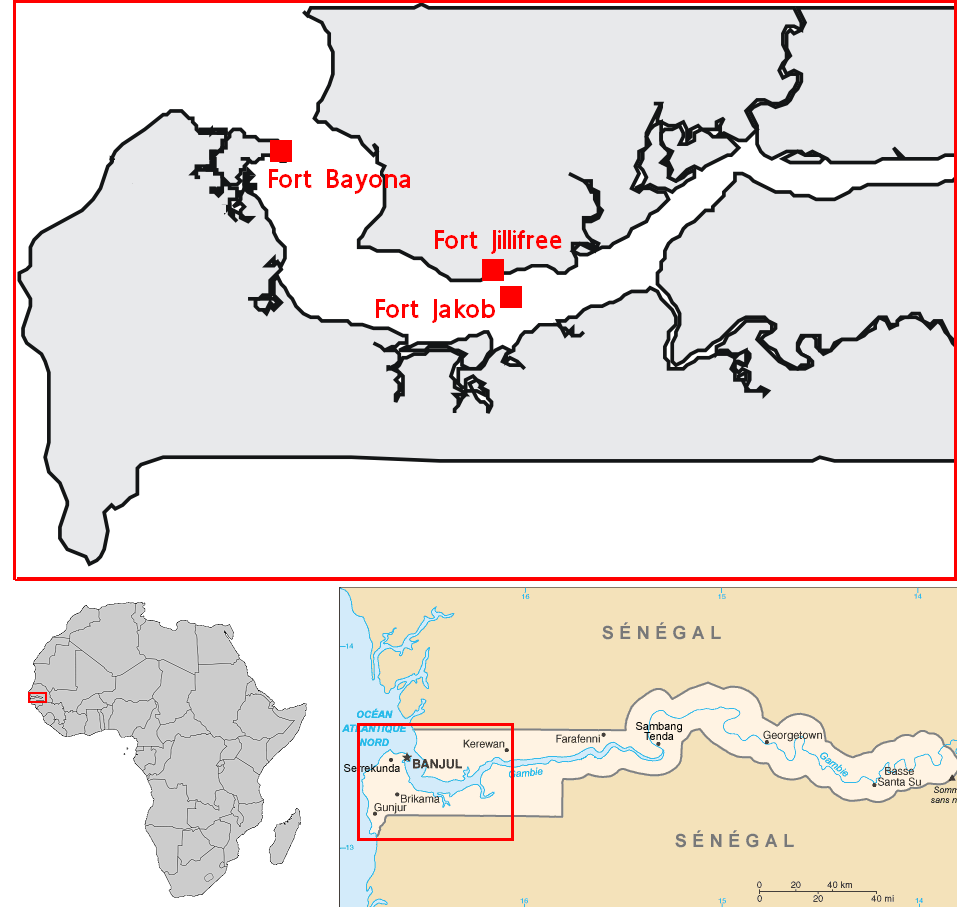
Forts coloniaux courlandais en Gambie.

L'empire colonial courlandais correspond à une brève période de l'histoire de la Courlande, entre 1635 et 1690, à l'époque de Jacob Kettler (1610-1682).

## Histoire
La création du duché de Courlande, en 1561, fait suite à la guerre de Livonie (1558-1583). La Livonie est dévastée et le dernier grand maître de l'ordre des chevaliers Porte-Glaive, Gotthard Kettler, devenu duc, accepte le statut de vassal du Royaume de Pologne-Lituanie, vainqueur de cette guerre et une des plus grandes puissances européennes de l'époque.

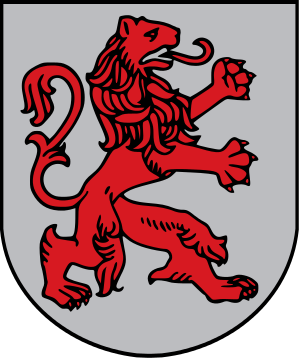
Blason du duché de Courlande durant le règne de Gotthard Kettler.

Cette alliance permet au duché de se développer et d'effacer les ravages de la guerre. En 1642, Jacob Kettler devient duc, et le duché connaît alors son apogée économique à travers le développement de la métallurgie et de la construction navale (création des ports de Ventspils et de Liepaja) et militaire. Kettler décide de profiter de sa flotte pour se doter d'un empire colonial, signe de puissance et de richesse.
En 1637, l'île de Tobago est occupée, mais les colons entrent rapidement en conflit avec d'autres colons néerlandais venus également occuper l'île. En Afrique, les Courlandais occupent le littoral gambien à l'île James en 1651 et développent le commerce avec les Antilles à Tobago.
Toutefois, une guerre entre la Suède et la Pologne (1658-1660) empêche le duché d'envoyer de nouveaux colons, ce qui entraîne la perte de la Gambie (1661). Après la mort de Jacob Kettler, en 1681, ses successeurs, médiocres et dépensiers, sont obligés de vendre Tobago aux Britanniques pour éponger leurs dettes.

## Colonies
Avec ses 200 000 habitants pour 27 226 km2, la Courlande est le plus petit et le moins peuplé des États colonisateurs de l'époque moderne à l'exception des Hospitaliers de Malte.

### Afrique
- Gambie (1650-1661) :

Îles de Trinité-et-Tobago.

  - Fort Bayona sur l'île Sainte-Marie (près de Banjul)
  - Fort Jacob sur l'île Saint-André
  - Fort Jilifree à Juffureh

### Amériques
- Nouvelle-Courlande (Tobago, 1638-1689)
  - Courland Bay (1638-1650)
  - Jekaba pilseta (actuelle Jamestown, 1654-1659 ; 1668 ; 1680-1683 ; 1686-1690).